# Paratylenchus nanus
Paratylenchus nanus är en rundmaskart. Paratylenchus nanus ingår i släktet Paratylenchus och familjen Criconematidae. Inga underarter finns listade i Catalogue of Life.